# Villa di Poggio Imperiale

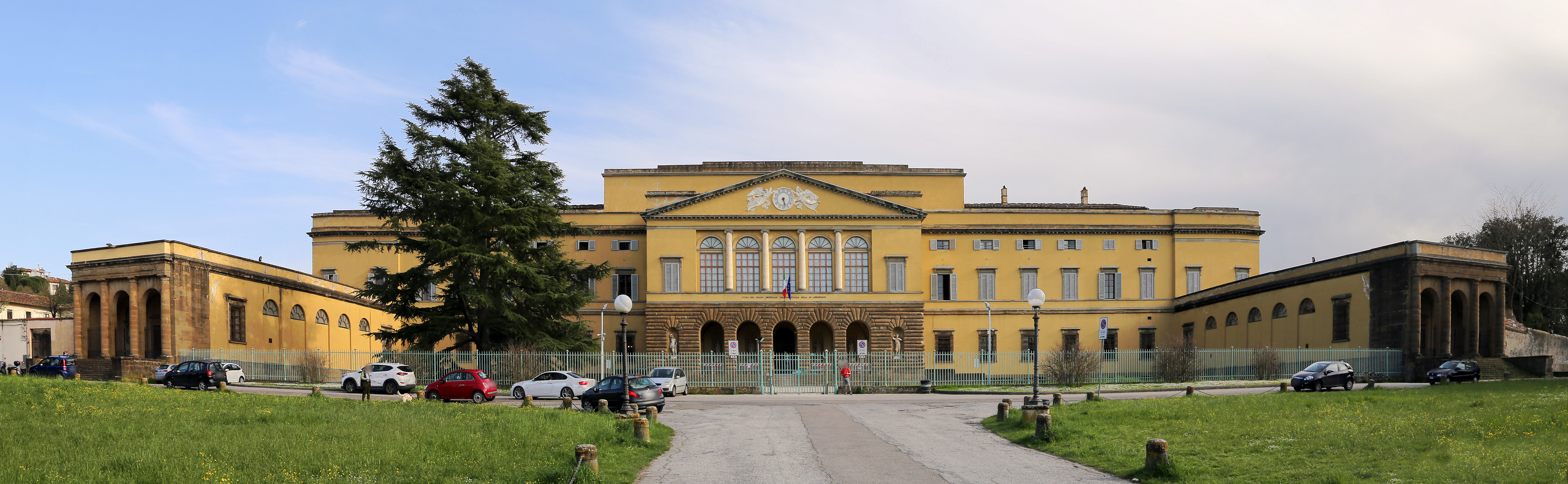
Vista panoràmica de la villa di Poggio Imperiale

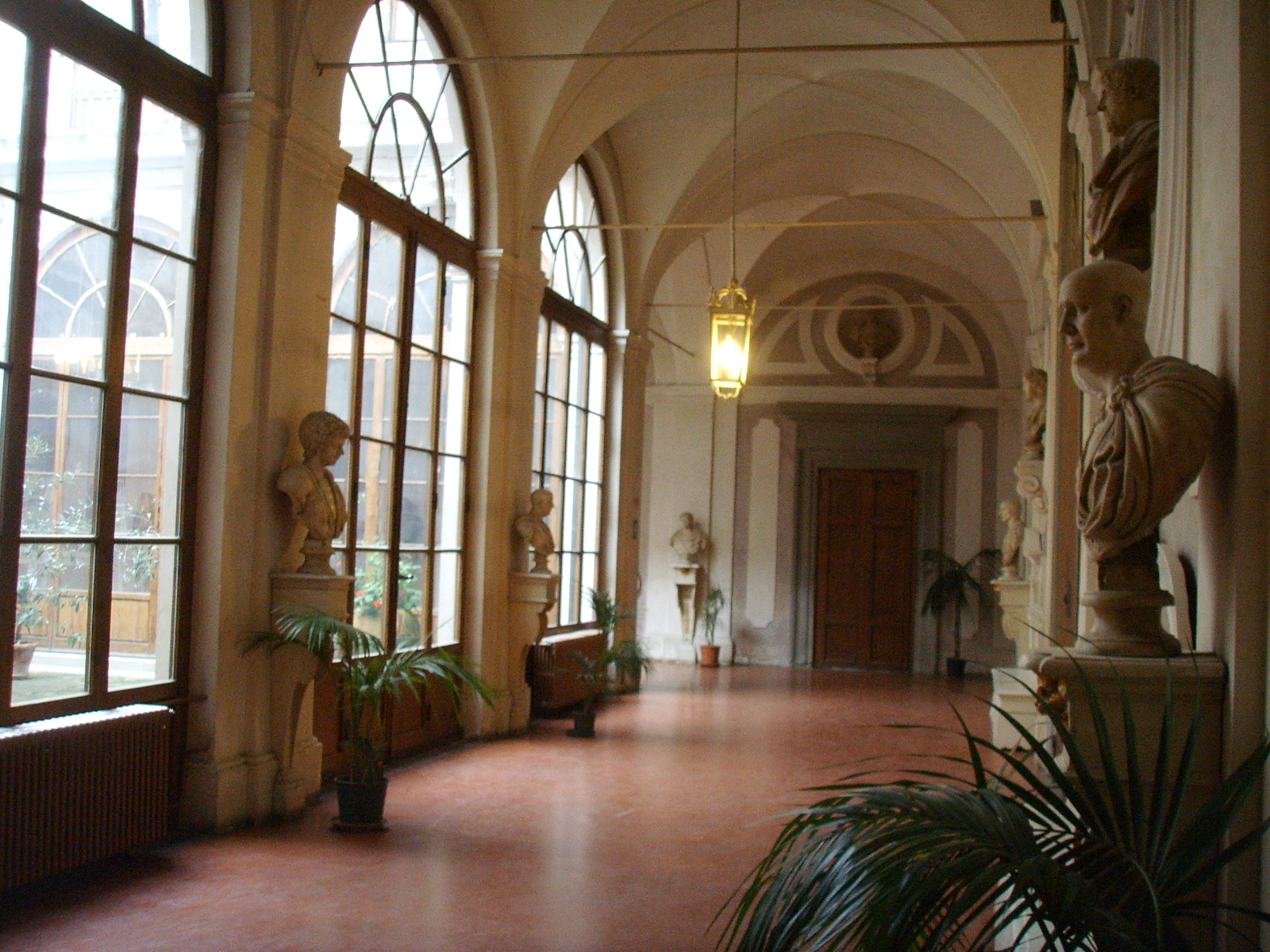
La cort

La Villa di Poggio Imperiale és un palau neoclàssic florentí situat sobre el magnífic turó d'Arcetri. Va ser declarat Patrimoni mundial de la Unesco al mateix temps que altres dotze vil·les dels Mèdici el 23 de juny de 2013. Guarda considerables tresors artístics en un laberint de sales, i és també la seu de la Educandato Statale della Santissima Annunziata des de fa cent-cinquanta anys (1865-2015).

## Història

### Segle XVI
El nom de Poggio Baroncelli ve del nom dels primers propietaris de la vil·la d'origen que va ser venuda als Salviati l'any 1548. Cosme I de Mèdici la va confiscar a Alessandro Salviati l'any 1565 a causa de la seva oposició als Mèdici. Cosme la va donar a la seva filla Isabella i al seu marit Paolo Giordano Orsini. A la mort d'Isabelle, la vil·la va tornar al seu fill Don Virginio Orsini.

### Seglexvii

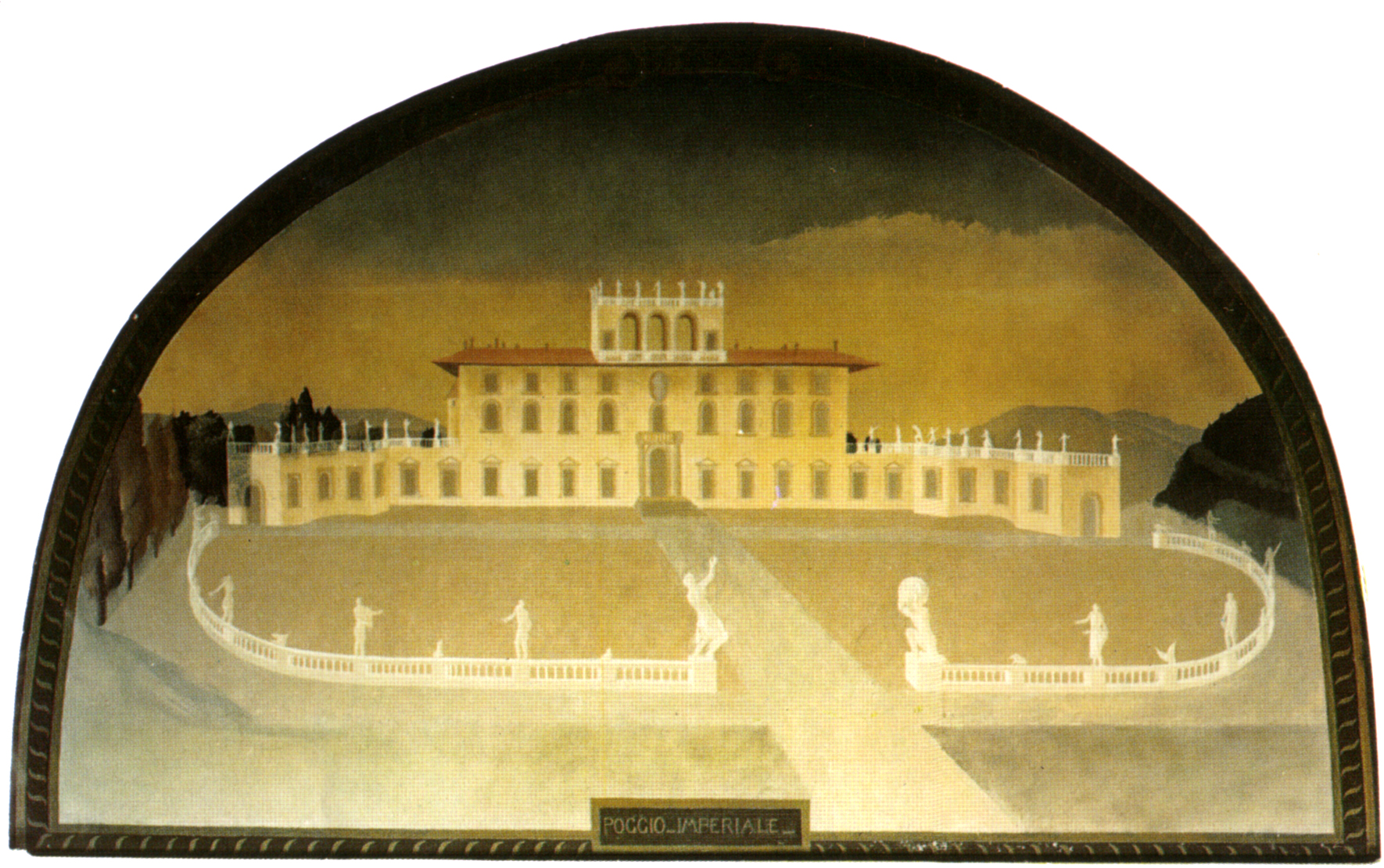
Poggio Imperiale, medalló del segle XX, conservat a la Vil·la Medicea di Artimino, inspirada per una vista del XVIII, abans de la reestructuració neoclàssica

Després d'alguns canvis de propietaris, la vil·la passa l'any 1618 a Maria Magdalena d'Àustria, germana de Ferran II i esposa de Cosme II de Mèdici. El domini es va engrandir i entre 1622 i 1625, la vil·la és completament reestructurada per l'arquitecte Giulio Parigi. Duplica cap a l'est el cos de la vil·la i crea una nova façana amb una lògia al pis superior i amb dues ales laterals baixes amb terrasses.
Les ales laterals es prolonguen per un parapet en un hemicicle adornat d'estàtues. A l'aire lliure es feien festes i espectacles, sobre la gespa al centre de l'espai així delimitat. D'aquesta localització, només queden avui les dues estàtues principals que decoren l'entrada monumental sobre dos pedestals: Giove saettante de Felice Palma i Ercole che sorregge il cielo de Vincenzo de' Rossi.
Per connectar la vil·la a la ciutat, un llarg camí rectilini talla, avui encara, el turó de Monticelli per arribar a la Porta Romana, abans Porta San Pier Gattolino. Aquest camí era vorejat per una tanca de xiprers. A la seva part baixa, es trobaven quatre grans vivers amb escultures i escuts que daten de 1773. L'any 1624, la vil·la pren el nom de Poggio Imperiale en referència a la Gran duquessa Maria Magdalena d'Àustria que hi passava temporades.
Matteo Rosselli i els seus alumnes van realitzar els frescos dels pisos interiors, amb motius que feien referència a la casa d'Àustria i als personatges bíblics. Aquestes obres figuren entre les obres mestres d'aquest artista. La gran duquessa va encomanar igualment quatre quadres dedicats a la vida de les dones famoses per decorar la seva sala d'audiències (1623-1625). Sémiramis de Rosselli, és avui conservada a la Vil·la la Petria, Sofonisba i Masinissa I de Rutilio Manetti són conservades al museu dels Oficis i La Mort de Lucrècia és al corredor de Vasari dels Oficis.
Entre 1650 i 1670, la pintora de naturaleses mortes Giovanna Garzoni va realitzar vint pintures per a Ferran II de Mèdici destinats a la Vil·la. Dos són avui al Palau Pitti.
Després de les ulteriors reorganitzacions (com la disposició dels jardins), la vil·la esdevé la propietat de Victòria della Rovere, l'esposa de Ferran II de Mèdici. A petició seva, l'arquitecte Giacinto Maria Marmi realitza alguns treballs entre 1681 i 1683. En el moment de l'inventari fet després de la defunció de la gran duquessa l'any 1691, el quadre de Giacinto Gimignani Rebecca al pou (1645) figurava a les seves col·leccions, i avui és conservat al Palau Pitti. Els quadres que Andrea Scacciati va fer per a ella, hi són igualment mencionats, Cosme III els va heretar i els va instal·lar al pavelló de la Topaia i la Vil·la de l'Ambrogiana. Dotze dels seus rams són avui a les galeries florentines Cal citar igualment els quadres del pintor de flors Giovanni Stanchi, en particular les dues Garlandes de flors i papallones conservades al museu dels Oficis i al palau Pitti.
El Cardenal Francesco Maria de' Medici protector d'Alemanya de 1689 a 1703, hi va tenir la seva residència. L'any 1691, l'inventari dels seus pisos a la Vil·la, hi mencionava dues obres de Pandolfo Reschi de les quals era el patró i el patrocinador, L'Atac d'un convent i Un Miracle de sant Joan Baptista, avui conservats a la galeria Palatina.

### Seglexviii

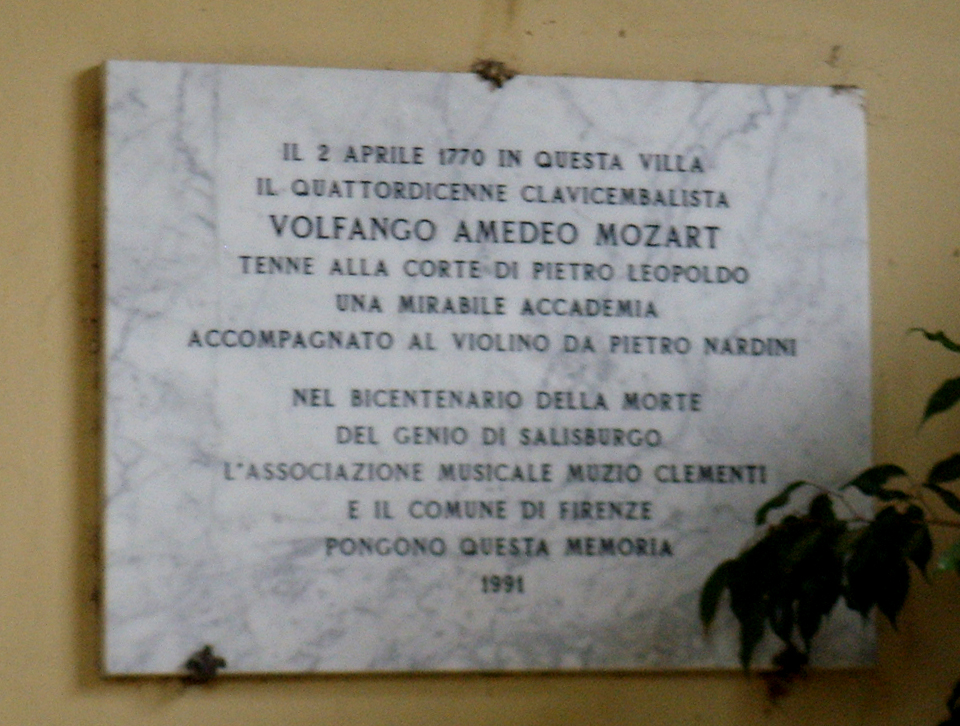
Placa que recorda la presència de Mozart a la vil·la

Amb l'ascens dels Habsburg, la vil·la guanya en importància perquè és a prop de la ciutat i és particularment apreciada per a les estades d'estiu i de tardor dels Gran ducs.
Leopold II fa realitzar un cert nombre de treballs a Gaspare Paoletti: els corredors interiors a la plaça dels jardins d'estiu, els estables, la decoració d'una gran part de les peces amb estucs de Grato i Giocondo Albertolli, les marines d'Antonio Cioci, les escenes galants de Gesualdo Ferri i les pintures de Filippo Tarchiani. S'hi col·loquen igualment tapisseries importades d'Orient, papers i teixits d'Índia i de la Xina, la qual cosa aporta encara avui una tecla orientalista a algunes peces.
El 2 d'abril de 1770, el jove Mozart dona el seu únic concert a Florència a la vil·la.
Cap a 1780, Antonio Cioci va decorar les portes basculants de l'ala neoclàssica.

### Seglexix
L'any 1807, Élisa Bonaparte encarrega una nova disposició a Giuseppe Cacialli mentre que el projecte per a la nova façana, és de l'arquitecte Pasquale Poccianti, contemporani de Maria Lluïsa d'Etrúria. Aquests treballs que donen a la vil·la el seu aspecte neoclàssic actual, són completats durant el període que ha seguit la caiguda del Primer Imperi Francès amb Ferran III (cap a 1820).
El pòrtic central és superat d'una lògia amb cinc arcades i d'un timpà amb un rellotge. Dos cossos massius amb pòrtics ocupen el lloc de les dues ales barroques. La reestructuració del segle XVII havia fet perdre un cert nombre de capelles, una anomenada Santissima Annunziata, va ser edificada a l'ala esquerra. Està dividida en tres naus i té una tribuna semi-circular. Conserva la seva decoració del segle XVIII amb les estàtues de Francesco Carradori i Virtù als nínxols, frisos d'estuc de Bertel Thorwaldsen que representen episodis bíblics sobre els murs i, al sostre, una decoració a témpora de Francesco Nenci amb l'Ascensió de la Verge.
Després dels treballs d'urbanització a la ciutat, la vil·la va quedar a l'interior de la zona de Viali dei Colli. A partir de 1865, es converteix en una institució per a noies (abans es trobava a l'ex-monestir de la Santissima Concezione a la Via della Scala). Avui, la vil·la alberga encara la mateixa escola, ara institut mixt. A l'interior es troba igualment un petit museu amb col·leccions científiques d'època.

## Disposició interior

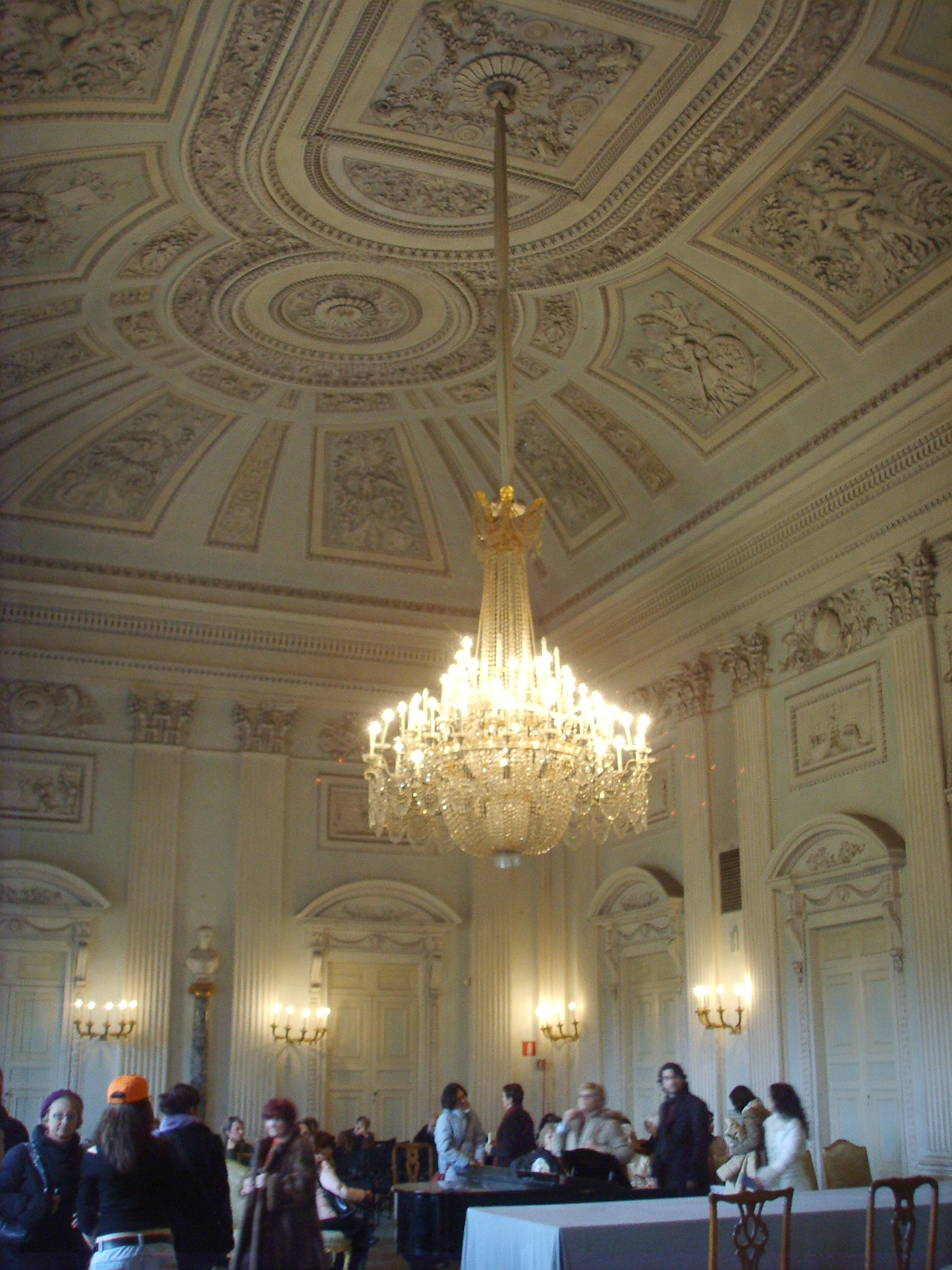
El Salone delle Feste

L'única part antiga que subsisteix de la Vil·la di Poggio Baroncelli és la cort quadrada que es troba immediatament després de l'entrada. Quatre corredors en fan la volta, il·luminats per vidrieres lluminoses en forma d'arc. Estan decorats per busts antics situats sobre cornises, nínxols i volutes del xviii. Vittoria della Rovere va aportar a Florència aquest conjunt d'escultures.
Al primer pis, la disposició més important és el Salone delle feste, edificat entre 1776 i 1783 i decorat amb estucs on el color blanc és predominant.
A la part xinesa adjacent, es troben les quatre sales decorades cap a 1775 amb paper xinès pintat a mà, els rotllos del qual provenien tallers de Canton, especialitzats en l'exportació, llavors important per la moda de tot allò xinès a Europa.
Els quadres refinats representen un món idealitzat i meravellós amb flors, ocells exòtics, escenes de la vida diària, sovint manllevades a la literatura Una cinquena sala contenia, a l'origen, 88 quadres (d'aproximadament 20 × 30 cm cadascun) representant escenes de la vida diària xinesa: provenien sens dubte d'una col·lecció que es trobava a la vil·la cap a 1784. Avui, només una vintena són exposats, la seva restauració està en curs per presentar-les segons la disposició original.
Uns quadres xinesos, probablement de la mateixa procedència que els de la Vil·la, van ser donats per Leopold II a la seva germana Maria Carolina d'Àustria que els va fer portar a la Villa Favorita a Ercolano. Una part va ser portada a Palerm on són conservats avui al Palazzo Reale i a la Palazzina Cinese.